# Alwarezaur
Alwarezaur (Alvarezsaurus) – rodzaj teropoda z rodziny alwarezaurów (Alvarezsauridae). Został opisany w 1991 roku przez José Bonapartego, jego nazwa znaczy „jaszczur Alvareza” (na cześć historyka Don Gregorio Alvareza).
Żył w okresie późnej kredy (ok. 89-85 mln lat temu) na terenach Ameryki Południowej. Jego szczątki znaleziono w Argentynie.
Analizy filogenetyczne sugerują, że jest bazalnym przedstawicielem rodziny Alvarezsauridae, nienależącym do grupy Mononykinae (przez innych autorów określanej jako Parvicursorinae).
Alwarezaur miał długi ogon, długie kończyny dolne i krótkie, mocne kończyny górne (te ostatnie prawdopodobnie służyły do kopania w kopcach owadów, np. termitów). Poza owadami jego pożywieniem były również jaja innych dinozaurów.